# IC 1536
IC 1536 је елиптична галаксија у сазвјежђу Андромеда која се налази на листи објеката дубоког неба у Индекс каталогу.
Деклинација објекта је + 48° 8' 38" а ректасцензија 0h 14m 18,9s. Привидна величина (магнитуда) објекта IC 1536 износи 14,4 а фотографска магнитуда 15,4. IC 1536 је још познат и под ознакама MCG 8-1-32, MK 939, CGCG 549-28, NPM1G +47.0007, PGC 949.